# Astra 1E
Astra 1E  ist ein stillgelegter Fernsehsatellit des Betreibers SES Astra mit Sitz in Betzdorf in Luxemburg. Er wurde für die Übertragung von Fernsehprogrammen in Europa verwendet.
Der Satellit wurde 1995 vom Centre Spatial Guyanais in Französisch-Guayana ins All auf die Orbitposition 19,2° Ost befördert. Im Oktober 2007 wurde er auf die Position 23,5° Ost verschoben und ersetzte dort den Satelliten Astra 1D. Ab November 2012 stand er auf der Position 31,4° Ost.

## Empfang
Der Satellit konnte in Europa und im Nahen Osten empfangen werden. Die Übertragung erfolgte im Ku-Band.